# Schweizerische Multiple Sklerose Gesellschaft
Die Schweizerische Multiple Sklerose Gesellschaft (MS-Gesellschaft) ist ein gemeinnütziger Schweizer Verein. Sie bezweckt insbesondere die Förderung und Sicherung der Selbstbestimmtheit und Lebensqualität von Menschen, die von Multipler Sklerose betroffen sind, die Förderung und Unterstützung der Forschung auf dem Gebiet der Multiplen Sklerose sowie die Zusammenarbeit zwischen MS-betroffenen Menschen und Institutionen.
Hierzu bietet sie Auskunft und Beratung sowie in Zusammenarbeit mit verschiedenen Schweizer Kliniken Zugang zu wissenschaftlichen Informationen und organisiert schweizweit Infotage, Seminare und Weiterbildungen rund um das Thema MS. Durch finanzielle Beiträge investiert die Gesellschaft in vom Wissenschaftlichen Beirat gewählte Forschungsprojekte. Zudem finanziert und ermöglicht sie pflegebedürftigen Menschen mit MS einen Aufenthalt
mit persönlicher Betreuung, der die Angehörigen entlastet und führt Kindercamps für Kinder mit einem MS-betroffenen Elternteil durch. Darüber hinaus leistet sie Öffentlichkeitsarbeit zum Thema MS und unterstützt ihre 60 Regional- sowie knapp 30 Kontakt- und Selbsthilfegruppen in verschiedenen Belangen.
Finanziert wird die Gesellschaft hauptsächlich aus Spenden, Legate und Mitgliederbeiträge sowie über einen Leistungsvertrag mit dem Bundesamt für Sozialversicherungen durch einen festen Beitrag aus der Invalidenversicherung.
Die Gesellschaft hat rund 15'000 Mitglieder und mehr als 75'000 Gönner. Sie beschäftigt 64 Angestellte und verfügt über rund 1'300 Freiwillige. Der Verein wurde 1959 in Bern gegründet. Erster Präsident war Ambrosius von Albertini.

## Organisation
Die Gesellschaft verfügt schweizweit über drei Geschäftsstellen, die über umfassende, öffentliche Dokumentationen und Bibliotheken verfügen. Diese befinden sich in Lausanne, Lugano und Zürich, wo sich auch der Sitz des Vereins befindet.
Die Gesellschaft ist in der Form eines Vereins nach Schweizer Recht organisiert. Ihr oberstes Organ ist die Mitgliederversammlung. Sie findet einmal jährlich statt. Ihr obliegt insbesondere die Wahl des Vorstands und des Präsidenten, die Behandlung von Anträgen der Mitglieder, die Genehmigung der Jahresrechnung und des Jahresberichts, die Festsetzung der Mitgliederbeiträge sowie der Beschluss über die Revision der Statuten.
Der Vorstand bildet das Leitungsorgan des Vereins. Er besteht derzeit aus acht ehrenamtlichen Mitgliedern und setzt sich zusammen aus Vertreter der drei Interessengruppen Wissenschaftlicher Beirat, MS-Betroffene und Regionalgruppen sowie aus dem Thema Multiple Sklerose zugewandten Persönlichkeiten aus Wirtschaft, Medien, Wissenschaft, Kultur und Politik. Der Vorstand legt insbesondere die langfristige Gesamtstrategie fest, vertritt den Verein nach aussen, bestimmt den Direktor und erlässt die Reglemente für die Vereinsorgane.
Die operative Geschäftsführung wird von der Geschäftsleitung übernommen. Diese bildet zusammen mit den ihr unterstehenden Ressorts und Angestellten die Professionellen-Organisation der MS-Gesellschaft.
Parallel zur Professionellen-Organisation besteht auch eine Freiwilligen-Organisation, die sich aus knapp 60 Regionalgruppen zusammensetzt. Diese sind ein autonomer Bestandteil der MS-Gesellschaft und organisieren unter anderem gesellige Zusammenkünfte, kulturelle Veranstaltungen, Ausflüge, Besuchs- und Fahrdienste sowie Sport- oder Freizeitgruppen.
Darüber hinaus verfügt der Verein über weitere, spezifische Gremien. Hierzu zählt der maximal dreissig-köpfige Wissenschaftliche Beirat, der aus ausgewiesenen Experten wie Ärzte, Fachleute und Wissenschaftler im Bereich der multiplen Sklerose besteht. Ein weiteres solches Gremium ist die MS-Resonanzgruppe, die aus MS-Betroffenen innerhalb der MS-Gesellschaft besteht und Themen und Fragen rund um das Leben mit multipler Sklerose erarbeitet. Die dreiköpfige Regionalgruppenkommission bildet das Bindeglied zwischen den Regionalgruppen und der professionellen Struktur und übernimmt die Koordination der Interessen der Regionalgruppen. Ein weiteres Gremium ist die sozialpolitische Kommission. Diese setzt sich für die Interessen der Betroffenen und Behinderten auf der politischen Ebene ein.